# Svoboda (1925−1927)
Svoboda je bilo glasilo istoimenske socialnodemokratske zveze kulturnih društev.
Glasilo je ustanovila socialnodemokratska zveza kulturnih društev Svoboda in je izhajalo v letih 1925−1927 v Ljubljani; vsega skupaj je izšlo 19 številk. Uredniki so bili Zdravko Rejc, Rudolf Golouh in Stanko Bitežnik. V nasprotju z revijama Svoboda (1919-1920) in Kresom (1921-1923) ta tretji revijalni poskus zveze kulturnih društev Svoboda ni prinašal leposlovja, saj je to vlogo opravljala revija Pod lipo (1924-1928), temveč je bilo glasilo namenjeno vzgoji slovenskih delavcev in delavk. Objavljala je programske, poučne in kritične članke o delavskem delovanju v domovini in v tujini, zlasti o telovadbi, amaterskem gledališču, urejanju knjižnic, ter dopise in poročila o delu v podružnicah zveze Svoboda.